# Szécsénke
Szécsénke – wieś i gmina w północnej części Węgier, w pobliżu miasta Balassagyarmat.
Miejscowość leży na obszarze Średniogórza Północnowęgierskiego, w pobliżu granicy ze Słowacją. Administracyjnie osada należy do powiatu Balassagyarmat, wchodzącego w skład komitatu Nógrád.
Gmina Szécsénke liczy 226 mieszkańców (2009) i zajmuje obszar 9,78 km².